# Хоппи, Мэттью
Мэ́ттью Хо́ппи (англ. Matthew Hoppe; родился 13 марта 2001, Йорба-Линда) — американский футболист, нападающий датского клуба «Сённерйюск» и национальной сборной США.

## Клубная карьера
Уроженец Йорба-Линды, Мэттью выступал за молодёжные команды калифорнийских клубов «Голден Стейт», «Лос-Анджелес Гэлакси» и «Калифорния Юнайтед Страйкерс». С 2017 по 2019 год тренировался в футбольной академии «Барселоны» в Аризоне. Летом 2019 года перешёл в немецкий клуб «Шальке 04», присоединившись к молодёжной команде. 28 ноября 2020 года дебютировал в основном составе «Шальке 04», выйдя в стартовом составе в матче немецкой Бундеслиги против мёнхенгладбахской «Боруссии». 9 января 2021 года забил свой первый, второй и третий мячи в Бундеслиге в матче против «Хоффенхайма», отметившись хет-триком, а «Шальке 04» победил со счётом 4:0. Он стал первым американцем, оформившим хет-трик в чемпионате Германии, и самым молодым игроком «Шальке 04», которому удалось оформить хет-трик в Бундеслиге. По итогам января был признан «лучшим новичком месяца» в немецкой Бундеслиге. Всего в сезоне 2020/21 забил 6 мячей в 22 матчах немецкой Бундеслиги.
31 августа 2021 года перешёл в испанский клуб «Мальорка» за 3 млн евро, но принял участие лишь в 5 матчах Ла Лиги. Этот период его карьеры был омрачён травмами и эпидемией COVID-19, что помешало ему проявить себя в Испании.
10 августа 2022 года перешёл в клуб английского Чемпионшипа «Мидлсбро», заключив 4-летний контракт. Дебютировал 14 августа в домашнем матче против «Шеффилд Юнайтед» (2:2), выйдя на замену на 90-й минуте вместо Чубы Акпома. Проведя в сумме 6 матчей за «Мидлсбро» в первой половине сезона, во второй Мэттью уехал в аренду в шотландский «Хиберниан».
3 августа 2023 года был арендован клубом MLS «Сан-Хосе Эртквейкс» до конца сезона 2023 с опцией выкупа. В американской лиге дебютировал 26 августа в матче против «Спортинга Канзас-Сити», выйдя на замену на старте второго тайма вместо Кейда Кауэлла. 20 сентября в матче против «Портленд Тимберс» забил свой первый гол в MLS. По окончании сезона 2023 «Сан-Хосе Эртквейкс» не стал использовать опцию выкупа Хоппи.

## Карьера в сборной
1 июля 2021 года был включён в заявку сборной США на Золотой кубок КОНКАКАФ 2021. 15 июля 2021 года дебютировал за сборную США в матче группового этапа турнира против сборной Мартиники, отметившись голевой передачей. 25 июля 2021 года забил свой первый гол за сборную в четвертьфинальном матче турнира против сборной Ямайки.

## Достижения
сборная США
- Победитель Золотого кубка КОНКАКАФ: 2021

Личные достижения
- «Новичок месяца» Бундеслиги: январь 2021[6]

## Статистика выступлений
| Клуб             | Сезон            | Лига | Лига | Кубок | Кубок | Еврокубки | Еврокубки | Прочие | Прочие | Итого | Итого |
| Клуб             | Сезон            | Игры | Голы | Игры  | Голы  | Игры      | Голы      | Игры   | Голы   | Игры  | Голы  |
| ---------------- | ---------------- | ---- | ---- | ----- | ----- | --------- | --------- | ------ | ------ | ----- | ----- |
| Шальке 04        | 2020/21          | 22   | 6    | 2     | 0     | 0         | 0         | 0      | 0      | 24    | 6     |
| Всего за карьеру | Всего за карьеру | 22   | 6    | 2     | 0     | 0         | 0         | 0      | 0      | 24    | 6     |